# Dioscorea dielsii
Dioscorea dielsii är en enhjärtbladig växtart som beskrevs av Reinhard Gustav Paul Knuth. Dioscorea dielsii ingår i släktet Dioscorea och familjen Dioscoreaceae. Inga underarter finns listade i Catalogue of Life.